# Малоазиатска песчанка
Малоазиатските песчанки (Meriones tristrami) са вид дребни бозайници от семейство Мишкови (Muridae).

## Разпространение
Разпространени са в степните и полупустинни области на Близкия изток от Палестина и Егейско море до Азербайджан.

## Описание
Дължината им достига 100 – 155 mm.

## Хранене
Хранят се със семена и зелени части на растения.